# Laurence Fox
Laurence Fox, född 26 maj 1978 i Yorkshire, är en brittisk skådespelare, musiker och politiker utbildad vid Harrow School och the Royal Academy of Dramatic Art (RADA). Fox är i Sverige mest känd för sin roll som Detective Sergeant James Hathaway i den brittiska tv-serien Kommissarie Lewis (2006–2015) samt för rollen som Lord Rupert Standish i filmen Gosford Park (2001). 
Fox är son till skådespelaren James Fox. Hans farbror Edward Fox och hans kusiner Emilia Fox och Freddie Fox är också skådespelare. 

## Filmografi (urval)
- 2001 – The Hole
- 2001 – Gosford Park
- 2003 – Foyle's War
- 2005 – Egypt (TV-serie)
- 2006 – 2015 - Kommissarie Lewis
- 2007 –  En ung Jane Austen
- 2007 –  Elizabeth - The Golden Age
- 2011 – W.E.
- 2017 – The Frankenstein Chronicles
- 2020 – White Lines (TV-serie)

## Diskografi
- 2012 – Gunfight (singel)
- 2013 – So Be Damned (singel)
- 2013 – Sorry for My Words (EP)
- 2015 – Headlong (singel)
- 2016 – Holding patterns (album)